# Alternate Reality: The City
Alternate Reality: The City è un videogioco di ruolo pubblicato nel 1985 per Atari 8-bit dalla Datasoft e convertito nel 1985-1988 per Amiga, Apple II, Atari ST, Commodore 64, Mac OS, MS-DOS e TRS-80 CoCo. Le edizioni europee sono della U.S. Gold o della Grandslam Entertainments. Nel 2011 la Elite Systems lo pubblicò per iOS. Il gioco, piuttosto complesso, si svolge in una città di un mondo di fantasia, dove il personaggio del giocatore deve sia affrontare nemici, sia guadagnarsi da vivere.
The City ebbe un seguito uscito per un più ridotto numero di piattaforme, Alternate Reality: The Dungeon, dove si possono riutilizzare gli stessi personaggi salvati nel primo capitolo.

## Trama
Il protagonista è un normale cittadino del mondo reale che viene improvvisamente rapito da un'astronave e portato nella città extraterrestre di Xebec's Demise. Questa introduzione è mostrata come sequenza animata, con l'astronave che usa un raggio da rapimento alieno. Il personaggio si ritrova abbandonato senza spiegazioni per le strade. Nonostante le premesse fantascientifiche, la città è di stampo medievale, popolata da umani e da creature fantastiche, e ci si può imbattere in oggetti magici e pozioni.
L'avventura è di tipo libero, non c'è effettivamente una trama; il personaggio deve esplorare la città, cercare di sopravvivere, combattere creature ostili e rafforzarsi, in vista di eventi che sarebbero avvenuti nei successivi videogiochi della serie Alternate Reality.

## Modalità di gioco
Si controlla un personaggio solitario, definito da statistiche numeriche mostrate in cima allo schermo, in particolare le caratteristiche resistenza (Stamina/STA), fascino (Charisma/CHR), forza (Strength/STR), abilità (Skill/SKL), intelligenza (Intelligence/INT) e saggezza (Wisdom/WIS). Altri attributi iniziali sono i punti ferita e il denaro, mentre andando avanti si accumulano punti esperienza, che consentono di salire di livello. 
È necessario un disco formattato per salvare un personaggio. Nel caso di personaggio nuovo, i numeri delle statistiche vengono determinati semicasualmente facendoli scorrere velocemente finché il giocatore non li ferma con un tasto e inizia la partita.
Una finestra grafica al centro dello schermo offre una visuale statica in prima persona sul paesaggio, che può rappresentare l'interno di un locale o le vie della città. Gli esterni appaiono come un labirinto di muri generati in 3D.
Il personaggio può fare movimenti tra i vari luoghi nelle quattro direzioni cardinali, andando avanti e indietro o ruotando la visuale a destra e sinistra di 90°.
Altri comandi legati alla situazione vengono dati tramite menù di testo in inglese.
La città è costituita da una griglia 64x64 di luoghi, dove circa 3000 caselle sono effettivamente esplorabili.
Ci sono molti locali utili, come alberghi, osterie che offrono intrattenimenti vari, banche, negozi con prezzi variabili, e possono esserci passaggi segreti presenti nei muri, da trovare per tentativi.
Il giocatore deve acquistare cibi e bevande per sopravvivere, vestiti per scaldarsi, un'ampia gamma di armi, preferibilmente una bussola (che viene mostrata poi sullo schermo), e deve pensare anche a un posto per dormire.
Vanno affrontate la fame, la sete e la stanchezza del personaggio, non direttamente mostrate come statistiche. Possono essere visibili anche gli effetti delle intossicazioni e dell'alcol.
Il tempo passa con precisione delle ore e c'è il ciclo del giorno e della notte, con il movimento del sole visibile. Può capitare anche la pioggia.
I menù di azione sono in tempo reale, e se non si fa una selezione in tempo gli eventi scorrono da soli.
Diverse creature popolano la città e si possono incontrare casualmente una alla volta sulle strade, sia abitanti che fanno diversi mestieri, sia esseri più o meno mostruosi. I mostri si incontrano di solito di notte o con la pioggia.
Non ci sono dialoghi con i personaggi incontrati. Oltre alla possibilità di ingaggiare combattimento armato o di cercare di andarsene, avendo le opportune statistiche si può tentare di ottenere beni dal personaggio con le azioni di ingannare o di affascinare.
Il successo in combattimento è determinato dal computer in base a molti fattori, tra cui equipaggiamento, statistiche e azione aggressiva/normale/difensiva scelta. C'è anche il rischio di avvelenamenti che richiedono appositi guaritori.
Procurarsi il denaro è fondamentale e si può ottenere dalla vittoria in combattimento, completando avventure, e depositando soldi nelle banche, che hanno tassi di interesse e rischio variabili.
Probabilmente diventa presto necessario attaccare personaggi per guadagnare.
Allontanandosi dalla zona dell'ingresso principale, la città diventa più pericolosa, ma si trovano maggiori ricompense.
Esplorando la città si possono trovare le entrate al sotterraneo (Dungeon), all'arena (Arena), al palazzo (Palace), al deserto (Wilderness), alla rivelazione (Revelation) e al destino (Destiny). Questi in realtà non sono mai accessibili, rappresentano gli scenari di ambientazione dei giochi successivi della serie, dei quali solo The Dungeon uscì (vedi Sviluppo). Lo scopo principale in The City è solo formare e salvare un personaggio che si sarebbe utilizzato poi negli altri giochi.
Con il manuale era fornita una mappa cartacea della città, ma molto incompleta e lasciata da riempire a matita al giocatore; inoltre le caselle non corrispondono ai movimenti fatti, bensì servono più movimenti per attraversare una casella.
Nelle versioni per computer a 16 bit oltre a miglioramenti estetici ci sono alcune meccaniche aggiuntive. Ad esempio si può entrare a far parte delle gilde. Per guadagnare soldi c'è la possibilità di trovare lavori, come fattorino di locanda, cassiere di banca o buttafuori di taverna; lavorare consiste semplicemente nel far trascorrere il tempo necessario, sebbene si possano subire dei danni in occupazioni pericolose. Negli incontri si può anche provare a pronunciare un incantesimo, se è stato imparato. C'è un sistema di morale per cui derubando degli innocui passanti il gioco inizierà a comportarsi più duramente nei confronti del giocatore.

## Colonna sonora
Sono presenti, nell'introduzione e in certe occasioni, musiche originali composte da Gary Gilbertson. Una caratteristica insolita è che le canzoni (solo strumentali, date le limitate capacità dei computer dell'epoca) hanno anche dei testi, in inglese, che in alcune fasi vengono mostrati come sottotitoli stile karaoke.

## Sviluppo
Alternate Reality: The City venne sviluppato dalla Paradise Programming, costituita da Philip Price e dal musicista Gary Gilbertson. Il duo realizzò solo un altro titolo, il precedente The Tail of Beta Lyrae per Atari 8-bit. Anche Alternate Reality nacque inizialmente per i computer Atari 8-bit. Secondo Price, nel design iniziale era un tutt'uno con il seguito Alternate Reality: The Dungeon, ma fu diviso in due titoli per dare il tempo ai programmatori dell'editore Datasoft di sviluppare le conversioni per altre piattaforme in tempo per la stagione natalizia.
Price era novizio del 3D, ma dovette realizzare un ambiente tridimensionale con texture mapping incrementale.
La serie di Alternate Reality si prevedeva composta da 7 giochi, tutti giocabili come scenari autonomi, ma collegati a formare un tutt'uno. Oltre a The Dungeon si prevedevano i mai realizzati The Arena, The Palace, Wilderness, Revelation e Destiny. L'idea dei seguiti era pianificata fin dall'inizio. Oltre a far passare i personaggi da The City agli scenari dei seguiti, Price avrebbe voluto anche permettere di tornare indietro: i seguiti avrebbero applicato patch ai predecessori per aggiungere novità agli scenari.
Il contratto con la Datasoft consentiva all'azienda di pubblicare The City e The Dungeon, pagando alla Paradise una fetta dei profitti, poi i diritti sarebbero tornati a Price, cessata la pubblicazione o entro 10 anni. Price però sostiene che veniva pagato molto meno del previsto, perciò alla fine abbandonò lo sviluppo di The Dungeon, lasciò il settore videogiochi e andò a lavorare per l'Air Force.
The Dungeon fu completato da altri programmatori e uscì solo nel 1987. Per The Arena fu realizzato un documento di design, ma la programmazione non iniziò neppure.
Le conversioni di The City furono realizzate anche per più potenti computer a 16 bit, a cominciare dall'Atari ST. Di questo uscirono più versioni, fino alla 3.0 che migliorava la grafica allineandola a quella prodotta nel frattempo per gli altri sistemi a 16 bit.
Nel 1999 Philip Price e Gary Gilbertson si rimisero in collaborazione per creare l'MMO Alternate Reality Online, ma il progetto fu abbandonato per mancanza di fondi.

## Accoglienza
I giudizi della critica contemporanea, in media, furono moderatamente positivi.
La rivista Computer Gaming World, descrivendo le prime versioni per computer a 8 bit, trovava che il gioco offre molto da esplorare e trovare. Tuttavia col tempo diventa noioso: quando lo scenario è ormai esplorato non resta altro che uccidere nemici casuali. Secondo la rivista era un buon gioco per chi ama mappare e ha tanta pazienza.
Page 6, in merito alla versione Atari 8-bit, considerò grafica e sonoro di alto livello. Evidenziò però problemi dell'interfaccia, che impone molti cambi di floppy, inutili ritardi, e parecchi altri piccoli difetti. Nell'avventura si sente inoltre la mancanza di uno scopo preciso e della possibilità di dialogo negli incontri.
La conversione per Commodore 64, pubblicata su due dischetti a doppia faccia, soffriva in modo particolare del problema di dover cambiare spesso disco per i caricamenti. Zzap!64, pur apprezzando molto la grafica, ritenne che tale problema invalidava gravemente il gioco e assegnò uno dei giudizi più negativi (voto complessivo 48%). Commodore User (voto 4/5) trovò il programma interessante, ma adatto solo a chi intende impiegare molta concentrazione e tempo. Anche Your Commodore lo apprezzò, ma ritenendo che ci vuole tempo per riuscire a prenderci la mano.
The Games Machine recensì la versione Amiga (voto 70%) trovandola interessante, ma l'assenza di uno scopo ben preciso nel gioco si faceva sentire, e aggirarsi per la città alla ricerca di lavoro può rivelarsi presto ripetitivo. Rispetto al gioco originale su piattaforme meno potenti, la grafica è notevolmente abbellita, ma non è mai sorprendente. Il problema dei cambi di disco venne risolto poiché in questa versione il disco è unico.
La rivista di Atari definì splendido il gioco per Atari ST, soprattutto in merito alla grafica.
ACE recensì discretamente le versioni Amiga e PC (voti 749/1000 e 713/1000) trovando il gioco impegnativo e complesso, ma deludente nella grafica e soprattutto nell'audio.